# Denver Art Museum
Il Denver Art Museum è un museo delle arti che si trova nel centro della città di Denver in Colorado, Stati Uniti d'America. 
Esso è famoso soprattutto per le collezioni artistiche dei nativi americani e per i 55000 lavori circa provenienti da tutto il mondo.

## Storia
Il museo venne fondato nel 1893 e chiamato Denver Artists Club, variando poi nel 1916 in Denver Art Association.
Nel 1932 fu postato nella galleria artistica della città e rinominato Denver Art Museum, per poi essere di nuovo trasferito nel 1954 in un edificio costruito appositamente, che ora si chiama Morgan Wing. Nel 1971 l'attuale edificio, progettato da Gio Ponti venne completato, con 24 facciate, 7 piani e l'esterno dell'edificio rivestito di piastrelle grigie. L'edificio è adiacente alla Denver Public Library, progettata da Burnham Hoyt e Michael Graves.
Un nuovo edificio rivestito in titanio e vetro, il Frederic C. Hamilton building, è stato inaugurato il 7 ottobre 2006; su progetto di Daniel Libeskind

## Collezioni
Il museo otto "sezioni artistiche": architettura, design e grafica; arte asiatica; moderna e contemporanea; arti native (indiani d'America, Oceanic, e africani); Nuovo Mondo (pre-colombiane e coloniale spagnola); pittura e scultura (europei e americani); arte Western e arte tessile.

### Architettura, design & grafica
Formato nel 1990, l'ufficio ha aperto la sua prima galleria nel 1993. Le arti riguardanti questa sezione si trovano al 6º piano dell'edificio e comprendono 1900 opere europee e americane e arti decorative. Le gallerie delle progettazioni del XX secolo sono situate al secondo piano.

### Arte asiatica
La raccolta di opere di arte asiatica comprende quattro principali gallerie dedicate alle arti di India, Cina, Giappone e Asia sud-occidentale. Altre gallerie offrono opere dal Tibet, del Nepal e del Sud-est asiatico.

### Moderna e contemporanea
La sezione moderna e contemporanea del XX secolo arte contiene oltre 4500 opere. Il servizio comprende anche la raccolta e l'archivio di Herbert Bayer, un importante Bauhaus artistici e accademici risorsa, che contiene circa 2500 voci comprese le opere di artisti come Man Ray, Andy Warhol, David Hockney, Robert Motherwell, Damien Hirst, Philip Guston, Dan Flavin, Giovanni De Andrea, Gottfried Helnwein e Yue Minjun.

### Opere principali
- Vittore Carpaccio, Ritratto di dama, 1490-1495 circa
- Carlo Crivelli, Quattro santi dal Polittico del Duomo di Camerino, 1490 circa
- Giuseppe Arcimboldi, L'autunno, 1563
- Michelangelo Merisi da Caravaggio (attribuito), Natura morta con frutta, 1601-1605 circa